# Примесная проводимость полупроводников
Примесная проводимость полупроводников — электрическая проводимость, обусловленная наличием в полупроводнике донорных или акцепторных примесей.
Примесная проводимость, как правило, намного превышает собственную,
и поэтому электрические свойства полупроводников определяются типом и количеством введенных в него легирующих примесей.
Собственная проводимость полупроводников обычно невелика, так как число свободных электронов, например, в германии при комнатной температуре порядка 3·1013 / см3. В то же время число атомов германия в 1 см3 ~ 1023. Проводимость полупроводников увеличивается с введением примесей, когда наряду с собственной проводимостью возникает дополнительная примесная проводимость.
Примесными центрами могут быть:
1. атомы или ионы химических элементов, внедренные в решетку полупроводника;
2. избыточные атомы или ионы, внедренные в междоузлия решетки;
3. различного рода другие дефекты и искажения в кристаллической решетке: пустые узлы, трещины, сдвиги, возникающие при деформациях кристаллов, и др.

Изменяя концентрацию примесей, можно значительно увеличивать число носителей зарядов того или иного знака и создавать полупроводники с преимущественной концентрацией либо отрицательно, либо положительно заряженных носителей.
Примеси можно разделить на донорные (отдающие) и акцепторные (принимающие).
Рассмотрим механизм электропроводности полупроводника с донорной пятивалентной примесью мышьяка As5+, которую вводят в кристалл, например, кремния. Пятивалентный атом мышьяка отдает четыре валентных электрона на образование ковалентных связей, а пятый электрон оказывается незанятым в этих связях.
Энергия отрыва (энергия ионизации) пятого валентного электрона мышьяка в кремнии равна 0,05 эВ = 0,08·10−19 Дж, что в 20 раз меньше энергии отрыва электрона от атома кремния. Поэтому уже при комнатной температуре почти все атомы мышьяка теряют один из своих электронов и становятся положительными ионами. Положительные ионы мышьяка не могут захватить электроны соседних атомов, так как все четыре связи у них уже укомплектованы электронами. В этом случае перемещения электронной вакансии — «дырки» не происходит и дырочная проводимость очень мала, то есть практически отсутствует. Небольшая часть собственных атомов полупроводника ионизирована отрицательно, и часть тока образуется электронами, то есть донорные примеси — это примеси, поставляющие электроны проводимости без возникновения равного количества подвижных дырок. В итоге мы получаем полупроводник с преимущественно электронной проводимостью, называемый полупроводником n-типа.
В случае акцепторной примеси, например, трехвалентного индия In3+ атом примеси может дать свои три электрона для осуществления ковалентной связи только с тремя соседними атомами кремния, а одного электрона «недостает». Один из электронов соседних атомов кремния может заполнить эту связь, тогда атом In станет неподвижным отрицательным ионом, а на месте ушедшего от одного из атомов кремния электрона образуется дырка. Акцепторные примеси, захватывая электроны полупроводника и создавая тем самым подвижные дырки, не увеличивают при этом числа электронов проводимости. Основные носители заряда в полупроводнике с акцепторной примесью — дырки, а неосновные — электроны.
Полупроводники, у которых концентрация дырок превышает концентрацию электронов проводимости, называются полупроводниками р-типа.
Введение примесей в полупроводники, как и в любые металлы, нарушает строение кристаллической решетки и затрудняет движение электронов. Однако сопротивление не увеличивается из-за того, что увеличение концентрации носителей зарядов значительно уменьшает сопротивление. Так, введение примеси бора в количестве 1 атом на сто тысяч атомов кремния уменьшает удельное электрическое сопротивление кремния приблизительно в тысячу раз, а примесь одного атома индия на 108 — 109 атомов германия уменьшает удельное электрическое сопротивление германия в миллионы раз.
Возможность управления удельным сопротивлением благодаря введению примесей используется в полупроводниковых приборах.
Дырочная проводимость не является исключительной особенностью полупроводников. У некоторых металлов и их сплавов существует смешанная электронно-дырочная проводимость за счет перемещений некоторой части неколлективированных валентных электронов. Например, в цинке, бериллии, кадмии, сплавах меди с оловом дырочная составляющая электрического тока преобладает над электронной.
Если в полупроводник одновременно вводятся и донорные и акцепторные примеси, то характер проводимости (n- или p-тип) определяется примесью с более высокой концентрацией носителей тока — электронов или дырок.